# Космос-2553
Космос-2553 — российский спутник, запущенный 5 февраля 2022 года в 20:45 UTC Воздушно-космическими силами Российской Федерации с космодрома Плесецк ракетой-носителем легкого класса «Союз-2.1б» с помощью разгонного блока «Фрегат». 25 апреля 2025 года появились сообщения, что спутник вышел из-под контроля.

## Запуск
Запуск состоялся с площадки 43/4 космодрома Плесецк 5 февраля 2022 года в 07:00 UTC (10:00 MSK, местное время на месте запуска). После успешного запуска спутник был внесён в Главный каталог космических объектов Российской системы контроля космического пространства.

## Цели миссии
В сообщении Вооруженных сил России от февраля 2022 года, объявляющем о запуске «Космоса-2553», содержится следующее заявление Министерства обороны Российской Федерации о миссии спутника: «Технологический космический аппарат […], оснащённый недавно разработанными бортовыми приборами и системами для их испытаний в условиях воздействия радиации и тяжелых заряженных частиц». Однако по состоянию на май 2024 года в Архиве космических научных данных НАСА «Космос 2553» описывается как «российский военный разведывательный спутник, разработанный НПО „Машиностроение“, возможно, спутник радиолокационной разведки».

## Радиолокационная система «Нейтрон»
Сообщается, что «Космос 2553» является частью российской радиолокационной системы «Нейтрон», нового поколения радиолокационных спутников, разработанных для расширения возможностей страны в области дистанционного зондирования. Созданный Научно-производственным объединением машиностроения, спутник предназначен для улучшения ситуационной осведомлённости, раннего оповещения и сопровождения целей в сложных условиях. Ожидается, что система «Нейтрон» ознаменует собой значительный прогресс в космической радиолокационной технологии России, которая традиционно отставала от других крупных держав.

## Противоречия
Несмотря на эти официальные заявления, на международном уровне существует значительная обеспокоенность и спекуляции относительно истинной цели «Космоса-2553»:

### Разработка противоспутникового оружия
По словам официальных лиц США, «Космос 2553» связан с российской программой, направленной на разработку ядерного противоспутникового оружия. Считается, что спутник служит научно-исследовательской и опытно-конструкторской платформой для неядерных компонентов этой потенциальной системы оружия. Эта обеспокоенность была ещё больше подчеркнута Майком Тернером, председателем Комитета по разведке Палаты представителей США, который в феврале 2024 года выступил с заявлениями о серьёзной угрозе национальной безопасности, связанной с ядерными космическими амбициями России. 15 февраля 2024 года Белый дом подтвердил, что у американской разведки есть доказательства того, что Россия разрабатывает противоспутниковое оружие, которое «будет нарушением Договора о космосе, к которому присоединились более 130 стран, включая Россию».

### Стратегические военные применения
Сообщается, что ядерное противоспутниковое оружие, связанное с «Космосом 2553», может иметь возможность уничтожить сотни спутников на низкой околоземной орбите с помощью ядерного взрыва. Это значительно нарушит работу низкоорбитальных спутников, как гражданского, таких как сеть Starlink, так и военного назначения. В статье Wall Street Journal подчеркивается потенциальная стратегическая угроза, которую представляет такое оружие, и подробно описывается необычная орбита спутника и его роль в испытании неядерных компонентов системы оружия. Эти опасения были дополнительно подчёркнуты в недавних заявлениях должностных лиц разведки США и лидеров Конгресса.

### Вето России в апреле 2024 года на Договор о космосе Совета Безопасности ООН
В апреле 2024 года Россия наложила вето на резолюцию Совета Безопасности ООН, направленную на усиление запретов Договора о космосе 1967 года на размещение ядерного оружия в космосе.

### Окончание работы
25 апреля 2025 года появились сообщения, что спутник вышел из-под контроля.